# Gymnodamaeus plokosus
Gymnodamaeus plokosus är en kvalsterart som beskrevs av Tyler A. Woolley och Harold G. Higgins 1973. Gymnodamaeus plokosus ingår i släktet Gymnodamaeus och familjen Gymnodamaeidae. Inga underarter finns listade i Catalogue of Life.